# Licence Art Libre
Pour les articles homonymes, voir FAL.

Logo de la Licence Art Libre

La Licence Art Libre ou LAL (en anglais, Free Art License ou FAL) est une licence (contrat juridique) qui applique le principe du Copyleft à la création artistique et au-delà, pour toutes productions de l'esprit régies par le droit d'auteur.

## Description
Elle autorise tout tiers (personne physique ou morale), ayant accepté ses conditions, à procéder à la copie, la diffusion et la transformation d'une œuvre, comme à son exploitation gratuite ou commerciale, à condition qu'il soit toujours possible d'accéder à l'original pour le copier, le diffuser ou le transformer. Autrement dit, selon le principe d'une licence copyleft, les œuvres dérivées de l'original (modification, extension, incorporation…) doivent être également diffusées avec une licence libre et copyleft.
Elle a été rédigée en juillet 2000 à l’initiative d'Antoine Moreau grâce aux contributions de la liste de diffusion <copyleft_attitudeapril.org> et en particulier avec Mélanie Clément-Fontaine et David Geraud, juristes, et Isabelle Vodjdani et Antoine Moreau, artistes. Elle fait suite aux rencontres Copyleft Attitude organisées par Antoine Moreau avec les artistes réunis autour de la revue Allotopie, François Deck, Antonio Gallego, Roberto Martinez et Emmanuelle Gall. Elles se sont déroulées à « Accès Local » en janvier 2000 et à « Public » en mars 2000, deux lieux d'art contemporain à Paris.
Cette licence est consultable sur le site artlibre.org ; elle est également disponible en anglais, en allemand, en espagnol, en italien et en portugais.
Soumise au droit français, elle est valide dans tous les pays ayant signé la Convention de Berne ; cette convention établit une norme juridique internationale sur la propriété littéraire et artistique.

## Historique
En janvier 2002, Antoine Moreau et Jérôme Rappanello, curateur, organisent l'exposition « Copyleft Démo » dans l'appartement privé de ce dernier, occasionnellement converti en espace d’art contemporain : « Deux pièces-cuisine ».
En 2003, Antoine Moreau organise une Copyleft Session à l'espace EOF qui rassemble une centaine d'auteurs pour réaliser l'exposition selon les principes du copyleft avec cette condition : « Entrée libre si œuvre libre ».
En 2005, il rédige un mémoire en « Arts des Images et Art Contemporain », sous la direction de Liliane Terrier, intitulé : Le copyleft appliqué à la création artistique. Le collectif Copyleft Attitude et la Licence Art Libre.
En 2007, la version 1.3 de la Licence Art Libre est modifiée pour offrir une meilleure sécurité juridique et une compatibilité optimum avec les autres licences de type copyleft.

## Compatibilité avec la licence Creative Commons
La Licence Art Libre est l'équivalent de la licence Creative Commons Attribution - Partage dans les Mêmes Conditions (CC BY-SA). Elle est recommandée par la Free Software Foundation en ces termes : « We don't take the position that artistic or entertainment works must be free, but if you want to make one free, we recommend the Free Art License. » (« Nous n'affirmons pas que les œuvres artistiques ou de divertissement doivent être libres, mais si vous voulez en rendre une libre, nous recommandons la Licence Art Libre. »)
Le 21 octobre 2014, après des discussions publiques, le collectif Copyleft Attitude annonce que la Licence Art Libre est désormais juridiquement compatible avec la licence Creative Commons Attribution-ShareAlike 4.0 International (CC BY-SA 4.0) entre eux. Cette décision est fortement saluée par l'organisation Creative Commons qui défendait cette compatibilité depuis le début.